# Ostatni krzyk osiedla
Ostatni krzyk osiedla – ósmy album studyjny polskiego rapera Palucha, którego premiera odbyła się 25 listopada 2016 roku. Wydawnictwo ukazało się nakładem niezależnej wytwórni muzycznej B.O.R. Records.
Poszczególne utwory zostały wyprodukowane przez YoungVeteran$, soSpecial, Robert Dziedowicz, The Returners, PSR, Julas, Maiky Beatz, Deemz i Oster. Wśród gości wystąpili Gedz, Shellerini, duet The Returners oraz Kobik i Onek87. W celu promocji płyty do utworu "Oko" powstał teledysk.
Album zadebiutował na 1. miejscu polskiej listy przebojów – OLiS.

## Lista utworów
1. „OKO (ostatni krzyk osiedla)” (prod. YoungVeteran$)
2. „Self Made” (prod. soSpecial)
3. „24H” (prod. Robert Dziedowicz)
4. „Prosto w ryj” (prod. The Returners)
5. „W moim życiu” (prod. Julas)
6. „MAT” (gośc. Gedz, Shellerini; prod. soSpecial)
7. „Szaman” (prod. PSR)
8. „Strefa komfortu” (gośc. Kobik; prod. soSpecial)
9. „Gdybyś kiedyś” (prod. Maiky Beatz)
10. „061” (gośc. Onek87; prod. Deemz)
11. „Kontur” (prod. soSpecial)
12. „Banany” (prod. The Returners)
13. „Daj mi powód” (prod. Oster)
14. „Offline” (prod. PSR)

## Certyfikaty i sprzedaż
| Data             | Certyfikat ZPAV    | Sprzedaż |
| ---------------- | ------------------ | -------- |
| 14 grudnia 2016  | złota płyta        | 15 000+  |
| 25 stycznia 2017 | platynowa płyta    | 30 000+  |
| 1 marca 2017     | 2× platynowa płyta | 60 000+  |
| 14 marca 2018    | 3× platynowa płyta | 90 000+  |
| 9 listopada 2022 | diamentowa płyta   | 150 000+ |